# 萨隆拉图尔
萨隆拉图尔（法語：Salon-la-Tour，法語發音：[salɔ̃ la tuʁ]）是法国科雷兹省的一个市镇，属于蒂勒区。

## 地理
萨隆拉图尔（45°30'18"N, 1°32'18"E）面积43.01 平方千米，位于法国新阿基坦大区科雷兹省，该省份为法国中南部省份，北起上维埃纳省和克勒兹省，西接多爾多涅省，南至洛特省，东临多姆山省和康塔爾省。
与萨隆拉图尔接壤的市镇（或旧市镇、城区）包括：伯奈、加纳韦河畔孔达、拉蒙日里、马斯雷。

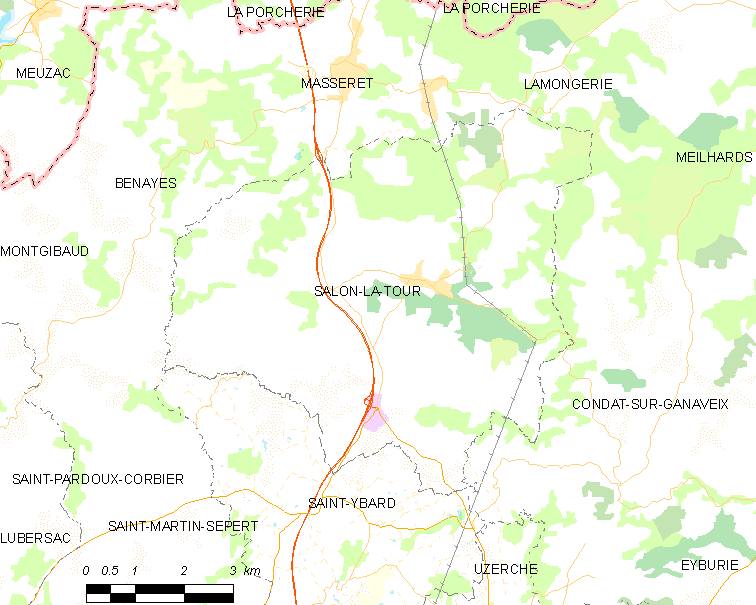
萨隆拉图尔的OSM定位图

萨隆拉图尔的时区为UTC+01:00、UTC+02:00（夏令时）。

## 行政
萨隆拉图尔的邮政编码为19510，INSEE市镇编码为19250。

## 政治
萨隆拉图尔所属的省级选区为于泽什县。

## 人口

1962-2008年间萨隆拉图尔人口变化图示

萨隆拉图尔于2022年1月1日时的人口数量为679人。